# Flora Carniolica
Flora Carniolica (abreviado Fl. Carniol.) es un libro con ilustraciones y descripciones botánicas que fue escrito por el médico y naturalista ítalo-austríaco, Giovanni Antonio Scopoli y publicado en el año 1760, con el nombre de Flora Carniolica Exhibens Plantas Carniolae Indigenas et Distributas in Classes Naturales cum Differentiis Specificis, Synonymis Recentiorum, Locis Natalibus, Nominibus Incolarum, Observationibus Selectis, Viribus Medicis. Viennae [Vienna]